# Alembon
Alembon is een gemeente in het Franse departement Pas-de-Calais (regio Hauts-de-France) en telt 465 inwoners (2004). De plaats maakt deel uit van het arrondissement Calais.

## Geografie
De oppervlakte van Alembon bedraagt 9,0 km², de bevolkingsdichtheid is 51,7 inwoners per km².
De onderstaande kaart toont de ligging van Alembon met de belangrijkste infrastructuur en aangrenzende gemeenten.

## Demografie
Onderstaande figuur toont het verloop van het inwonertal (bron: INSEE-tellingen).